# Paralichthodes algoensis
Paralichthodes algoensis ist ein bis zu 50 Zentimeter lang werdender Plattfisch, der wahrscheinlich im  südwestlichen Indischen Ozean und im südöstlichen Atlantik rund um die Südspitze Afrikas verbreitet ist. Bisher wurde er nur in der Maputo-Bucht im Süden Mosambiks und der Mossel Bay an der Küste Südafrikas gefunden.

## Merkmale
Paralichthodes algoensis hat 30 bis 31 Wirbel. Die Augenseite ist graubraun mit dunklen Flecken. Der Beginn der Rückenflosse liegt vor den Augen. Das Seitenlinienorgan verläuft in einer deutlichen Kurve über der Brustflosse.
Flossenformel: Dorsale 67–74, Anale 47–54,  Pectorale 11–13

## Systematik
Paralichthodes algoensis wurde als einziges Mitglied in die Unterfamilie Paralichthodinae in die Familie der Schollen (Pleuronectidae) gestellt. Der amerikanische Ichthyologe Joseph S. Nelson hebt die Unterfamilie in den Familienrang und stellt diese in die Überfamilie der Seezungenartigen (Soleoidea).